# Rocca di Asolo
(Pietro Bembo)
La Rocca di Asolo o Rocca Braida è una fortezza, situata sulla cima al Monte Ricco, che sovrasta l'omonimo borgo.

## Storia
La tradizione vuole che un originario complesso difensivo sorgesse qui fin dall'epoca preromana.
Grazie agli scavi effettuati tra il 1984 e il 1991 dalle discipline di Archeologia delle Venezie e di Topografia dell'Italia antica dell'Università di Padova, sono emerse tracce di una piccola aula di culto absidata, databile alla seconda metà del VI secolo, e di sepolture posteriori. La decorazione a mosaico messa in luce nella zona dell'abside è oggi conservata nel Museo cittadino.
Ad un periodo successivo sono da attribuire delle strutture abitative con dei semplici focolari domestici ed i resti di due crogiuoli per la fusione dei metalli.
Tra il IX ed il X secolo il borgo di Asolo passò una fase di decadenza, e la Diocesi venne probabilmente abbandonata tanto che nel 969 l'imperatore Ottone il Grande la unì a quella di Treviso. Verosimilmente in questa fase, in coincidenza anche con le invasioni ungariche fra l'899 e il 901, emerse l'importanza di un borgo fortificato sulla cima del Montericco, quello di Braida o Breda. Il borgo viene descritto nel 991 in un privilegio imperiale di Ottone III come dotato di una propria autonomia, quasi in contrapposizione ad Asolo, mentre altri documenti parlano di un castaldo alle dipendenze dei Tempesta di Noale.

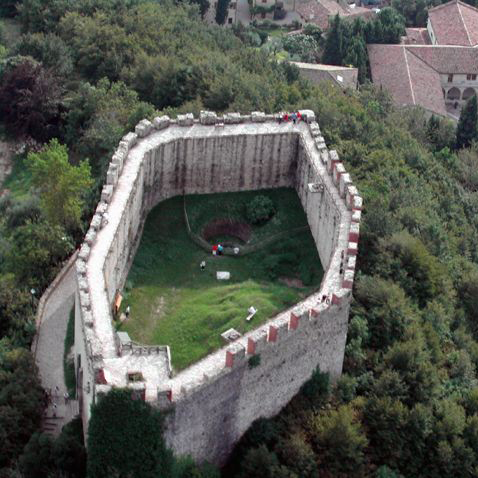
Una fotografia aerea dell'interno della Rocca.

Nel 1223 la Rocca di Braida passò al controllo del Vescovo di Treviso, che la ricevette dal Comune di Treviso, che a sua volta l'aveva acquistata all'interno dell'eredità dei Tempesta.
Attorno al 1320 la città di Asolo si consegnò a Venezia. Iniziò così ad invertirsi il rapporto egemonico che la Rocca aveva avuto per alcuni secoli sulla sottostante Asolo. La Rocca passò quindi, seguendo le sorti della Marca trevigiana, ai da Romano, al comune di Treviso, alla Serenissima, che nel 1339 costituì ad Asolo una Podesteria, ai Carraresi (i quali iniziarono la costruzione delle mura di collegamento fra la rocca di Braida e la sottostante Asolo) ed infine, nel 1388, definitivamente alla Repubblica di Venezia.
La data di costruzione della attuale Rocca è stata posta tra la fine del XII secolo e l'inizio del XIII secolo. Dopo la sconfitta dei Da Carrara, la Serenissima si rese conto dell'importanza strategica di Asolo per il controllo della terraferma, e completarono la cerchia muraria che rese la Rocca Braida ed Asolo un tutt'uno.
La Rocca venne coinvolta nel suo ultimo episodio bellico nel 1510. Persa gradualmente l'importanza strategica, la struttura venne adibita a svariati usi diventando anche lazzaretto durante le continue pestilenze del cinquecento. Messa in disarmo nel 1650, Venezia tentò perfino di venderla a privati.
L'ultimo restauro risale al 1994.

## Descrizione
La massiccia costruzione ha pianta poligonale di nove lati diseguali. Nelle muraglie, spesse alla base circa 4 m e alte fino a 15 m, non si aprono feritoie o finestre: solo una porta, già collegata al castello inferiore, dava accesso al caposaldo superiore del sistema difensivo della città.
La vera da pozzo e la sottostante cisterna, di foggia veneziana, è databile al XIV secolo.